# Hydrophylax bahuvistara
Hydrophylax bahuvistara (лат.) — вид лягушек семейства настоящих лягушек (Ranidae). Эндемик Индии, распространённый в штатах Махараштра, Карнатака, Гоа и Мадхья-Прадеш. Самцы длиной 3,3—7,3 см, самки крупнее — 3,9—8 см.